# Newcastle University

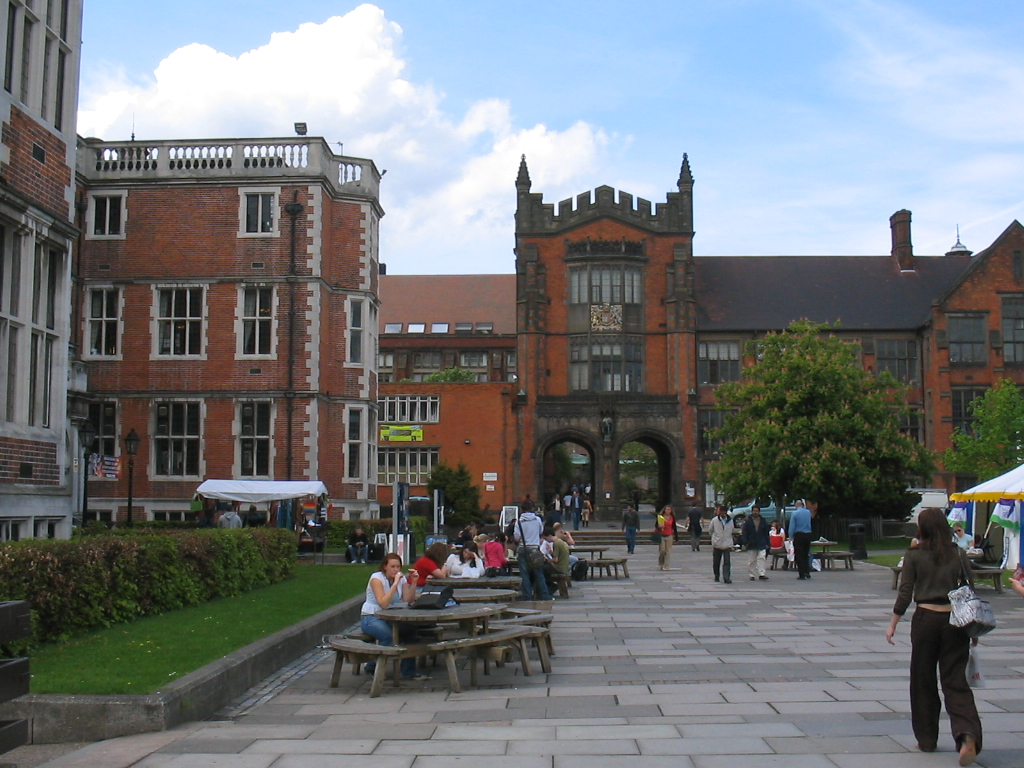

Newcastle University, officiellt University of Newcastle upon Tyne, är ett brittiskt universitet i staden Newcastle upon Tyne i England.
Universitetet grundades 1851 som en del av University of Durhams medicinska fakultet. Skolorna i Newcastle inom University of Durham fick namnet King's College 1937 och separerades 1963 för att bilda ett eget universitet. Universitetets fokus på medicin och bioteknik har kommit att återspegla dess rötter då det är rankat som ett ledande universitet inom dessa områden. Universitetet är även medlem i Russellgruppen, något som ofta jämförs med amerikanska Ivy League.
Universitetet hade under läsåret 2005/2006 17 784 studenter, varav cirka 2 000 från över 100 olika länder utanför Storbritannien.